# Leirhnjúkur
Der Leirhnjúkur ['lεiːr̥ˌn̥juːkʏr̥] ist ein aktiver Vulkan in Island. Er befindet sich im Nordosten des Landes beim See Mývatn und ist Teil des Vulkansystems der Krafla. Der Berg, der auf einer vulkanischen Spalte sitzt, ist 592 m hoch. Er ist Teil der Caldera der Krafla.

## Detailliertere Beschreibung

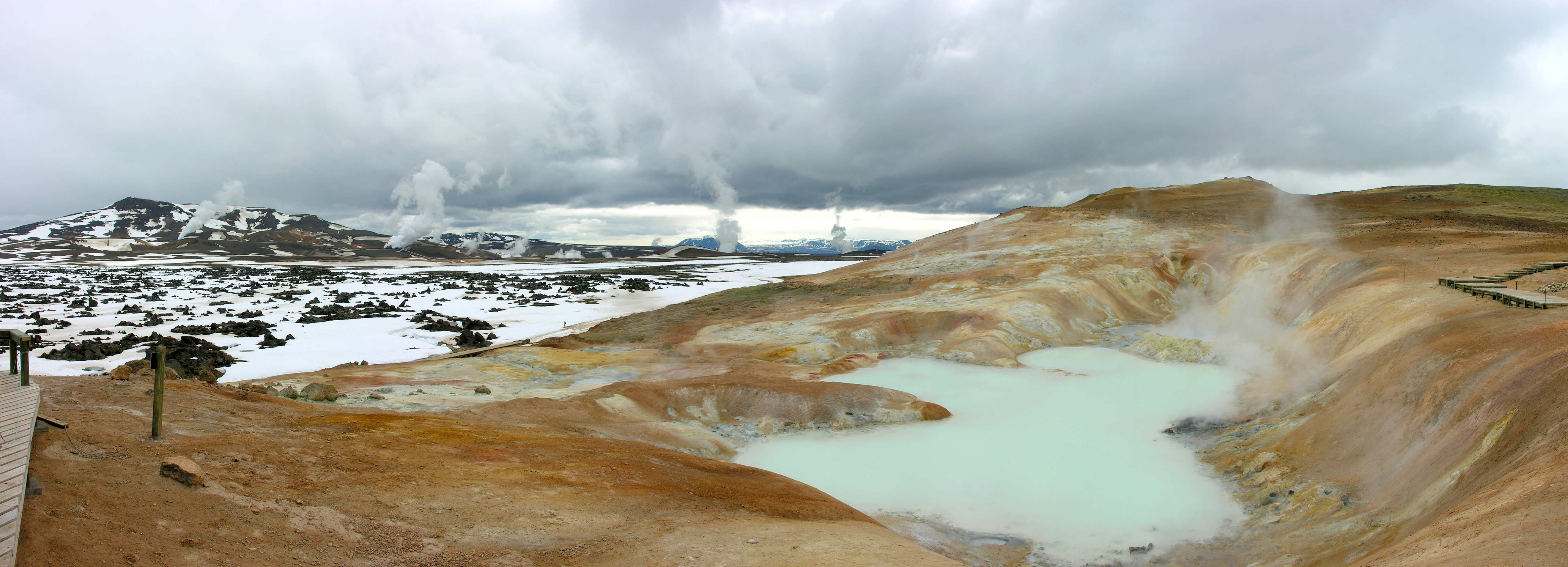
Schwefelquellen am Leirhnjúkur, im Hintergrund die Krafla

Leirhnjúkur besteht in seinen unteren Partien aus Palagonit, d. h., er stammt noch aus der letzten Eiszeit.
Andererseits sieht man allenthalben Spuren durchaus neuzeitlicher Erdwärme. Der Vulkan stand mit im Zentrum der letzten beiden Ausbruchsserien der Krafla. Und er ist sichtlich – und spürbar, auch auf dem Gipfel – immer noch recht heiß, oder doch zumindest warm – je nach Stelle, an der man ihn berührt.
Dies erklärt sich durch die Existenz einer Magmakammer unter der Krafla-Caldera in Tiefen zwischen 2,5 und 8 km, von der eine Intrusion unter dem Leirhnjúkur bis in 2,5 km unter der Erdoberfläche hinaufreicht.

## Ausbruchsserien im Krafla-System

### Mývatn-Feuer
In der ersten historischen Ausbruchsserie der Krafla im 18. Jahrhundert, den sog. Mývatn-Feuern, spielte der Leirhnjúkur (dt. der Lehmgipfel) eine bedeutende Rolle. 1727 z. B. waren Ausbrüche südlich des Berges zu beobachten. 1729 hingegen bewegte sich ein großer Lavastrom vom Leirhnjúkur selbst in Richtung See und bedrohte den Ort Reykjahlíð. Die Ausbruchsserie endete erst 1746 mit weiteren Ausbrüchen im und um den Leirhnjúkur.

### Krafla-Feuer
Am 20. September 1975 begann eine weitere Ausbruchsserie im Krafla-System, die sog. Krafla-Feuer, diesmal direkt an der Nordflanke des Leirhnjúkur. Dabei lag aber eine große, sich füllende Magmakammer genau unter dem Berg in 3–7 km Tiefe. Die Ausbruchsserie hielt mit Unterbrechungen bis 1984 an.

## Wandern
Einige markierte Wanderwege führen auf den Berg und in die Lavafelder und Krater der Umgebung, wo immer noch Wasser verdampft. Die Wege werden zunehmend ausgebaut.